# You’re Beautiful
You’re Beautiful ist ein Lied des britischen Singer-Songwriters James Blunt aus dem Jahr 2004. Es wurde von Blunt, Amanda Ghost und Sacha Skarbek für sein Debütalbum Back to Bedlam (2004) geschrieben und am 30. Mai 2005 als dritte Single des Albums ausgekoppelt. Die Single erlangte weltweite Top-10-Platzierungen und avancierte in Blunts Heimat zum Nummer-eins-Hit.

## Musikvideo
Das Musikvideo zu „You’re Beautiful“ wurde von Sam Brown gedreht. Der Regisseur des Videos erklärt in einem „Making-of“-Beitrag, dass „die Idee [des Videos] auf der letzten Zeile basiert, in der er sagt: ‚Ich werde nie mit dir zusammen sein‘, und auf der Idee, etwas völlig zu vergessen, diese Emotion loszuwerden und weiterzugehen, und ich denke, dass das Video eine Art visuelle Manifestation dieser Emotion ist“.
In einer kalten, kahlen, verschneiten Umgebung zieht Blunt den oberen Teil seiner Kleidung aus und legt alle seine persönlichen Gegenstände auf den Boden. Während er dies tut, kreisen Möwen wie Bussarde über ihm. Am Ende des Videos springt er von einer Klippe und fällt ins Wasser, während er den Liedtext singt: “But it’s time to face the truth, I will never be with you.” Nach Angaben von Blunt musste er zweimal springen und erlitt dabei eine aufgesprungene Lippe. Das Video wurde am 23. März 2005 auf Mallorca gedreht.
Am 9. November 2021 wurde ein 4K-Remaster des Musikvideos bei YouTube bereitgestellt.
Bereits 2008 wurde als einer der ersten Literal Video Clips eine Literal Video Version des Musikvideos erstellt.

## Rezeption

### Preise
Der Song erhielt drei Nominierungen bei den Grammy Awards 2007: Platte des Jahres, Song des Jahres und beste männliche Pop-Gesangsdarbietung.
Der Song gewann den BMI Internet Award für die meisten Aufrufe auf BMI-lizenzierten Websites im Jahr 2007 und war der erste Song, der diese Auszeichnung bei den BMI's London Awards erhielt.

### Rezensionen
You’re Beautiful wurde in einer Umfrage des Magazins Rolling Stone als einer der zehn nervigsten Songs auf Platz sieben platziert. Im Oktober 2014 erklärte Blunt, dass der Song so allgegenwärtig geworden sei, dass er den Leuten „mit Gewalt in die Kehle gepresst“ werde. Trotz positiver Kritiken wurde er als einer der schlechtesten Songs bezeichnet, die jemals aufgenommen wurden.

## Kommerzieller Erfolg

### Chartplatzierungen
Die Single erreichte die Chartspitze in zehn Ländern weltweit, darunter das Vereinigte Königreich, die Vereinigten Staaten, Spanien, Mexiko, Kanada und die Niederlande. In Neuseeland erreichte der Song die Top fünf, in Australien die Nummer vier, in Frankreich die Nummer zwei und in Deutschland die Spitze. Der am 18. Mai 2005 veröffentlichte Song stieg am 5. Juni auf Platz zwölf ein und erreichte sechs Wochen später Platz eins, wo er fünf Wochen in Folge blieb. Die höchste Position, die You’re Beautiful in Australien erreichte, war Platz zwei, wo es sich zwei Wochen lang hielt.
Im November 2005 wurde You’re Beautiful in Nordamerika veröffentlicht. In Kanada erreichte es 22 Wochen nach seinem Debüt in den BDS-Airplay-Charts Platz eins (wo es vier Wochen in Folge blieb). In den Vereinigten Staaten debütierte es auf Platz 88, bevor es 17 Wochen später die Nummer eins erreichte. In Deutschland stand der Song für 29 Wochen auf Platz 2 und erreichte Platinstatus.
In den USA war es die erste Single eines britischen Künstlers, welche die Nummer eins seit Elton Johns Candle in the Wind 1997 erreichte. Der Song war in den Formaten Billboard Pop 100, Hot Digital Songs, Adult Contemporary und Adult Top 40 erfolgreich.
| ChartsChartplatzierungen       | Höchstplatzierung | Wochen |
| ------------------------------ | ----------------- | ------ |
| Deutschland (GfK)              | 2 (29 Wo.)        | 29     |
| Österreich (Ö3)                | 6 (37 Wo.)        | 37     |
| Schweiz (IFPI)                 | 2 (97 Wo.)        | 97     |
| Vereinigte Staaten (Billboard) | 1 (28 Wo.)        | 28     |
| Vereinigtes Königreich (OCC)   | 2 (27 Wo.)        | 27     |

| ChartsJahrescharts (2005)    | Platzierung |
| ---------------------------- | ----------- |
| Deutschland (GfK)            | 16          |
| Österreich (Ö3)              | 26          |
| Schweiz (IFPI)               | 11          |
| Vereinigtes Königreich (OCC) | 4           |

| ChartsJahrescharts (2006)      | Platzierung |
| ------------------------------ | ----------- |
| Deutschland (GfK)              | 53          |
| Österreich (Ö3)                | 66          |
| Schweiz (IFPI)                 | 34          |
| Vereinigte Staaten (Billboard) | 4           |

| ChartsJahrescharts (2000–2009) | Platzierung |
| ------------------------------ | ----------- |
| Vereinigte Staaten (Billboard) | 86          |

### Auszeichnungen für Musikverkäufe
| Land/Region                  | Auszeichnungen für Musikverkäufe (Land/Region, Auszeichnung, Verkäufe) | Verkäufe  |
| ---------------------------- | ---------------------------------------------------------------------- | --------- |
| Australien (ARIA)            | Platin                                                                 | 70.000    |
| Belgien (BRMA)               | Gold                                                                   | 25.000    |
| Dänemark (IFPI)              | 2× Platin                                                              | 180.000   |
| Deutschland (BVMI)           | Platin                                                                 | 300.000   |
| Italien (FIMI)               | 2× Platin                                                              | 100.000   |
| Japan (RIAJ)                 | Gold (Mobile Downloads) · + Platin (Digital) · + 2× Platin (Ringtone)  | 850.000   |
| Kanada (MC)                  | 2× Platin (Single) · + Platin (Ringtone)                               | 80.000    |
| Mexiko (AMPROFON)            | Gold                                                                   | 30.000    |
| Neuseeland (RMNZ)            | 2× Platin                                                              | 60.000    |
| Österreich (IFPI)            | Gold                                                                   | 15.000    |
| Schweden (IFPI)              | Platin                                                                 | 20.000    |
| Schweiz (IFPI)               | Gold                                                                   | 20.000    |
| Spanien (Promusicae)         | 2× Platin                                                              | 120.000   |
| Vereinigte Staaten (RIAA)    | 4× Platin (Single) · + Platin (Mastertone)                             | 3.000.000 |
| Vereinigtes Königreich (BPI) | 3× Platin                                                              | 1.800.000 |
| Insgesamt                    | 5× Gold · 25× Platin ·                                                 | 6.670.000 |

Hauptartikel: James Blunt/Auszeichnungen für Musikverkäufe